# Harry Lipkin
Harry Jeannot Lipkin (Nova Iorque, 16 de junho de 1921), também conhecido como Zvi Lipkin, 
é um físico israelense.
Foi condecorado com a Medalha Wigner de 2002.

## Publicações selecionadas
- Uses of Lieschen Groups in Physics, Mannheim, BI university paperback 1967
- Lie Groups for Pedestrians, North Holland 1965, 2nd edition 1966, Dover 2002
- Beta Decay for Pedestrians, North Holland 1962
- Quantity Mechanics - New Approaches to Selected Topics, North Holland 1973
- The Middle East for Pedestrians: A collection of letters written before, during and after the Yom Kippur War, 1974